# Trojanów (Grande-Pologne)
Pour les articles homonymes, voir Trojanów.
Trojanów est une localité polonaise de la gmina d'Opatówek, située dans le powiat de Kalisz en voïvodie de Grande-Pologne.